# Halowe Mistrzostwa Europy w Lekkoatletyce 2023 – skok o tyczce kobiet
Skok o tyczce kobiet – jedna z konkurencji technicznych rozgrywanych podczas halowych lekkoatletycznych mistrzostw Europy w hali Ataköy Arena w Stambule.
Tytułu mistrzowskiego z 2021 nie obroniła Angelica Moser.

## Terminarz
| Data    | Godzina |              |
| ------- | ------- | ------------ |
| 2 marca | 09:15   | Kwalifikacje |
| 4 marca | 19:05   | Finał        |

## Rekordy
Tabela prezentuje halowy rekord świata, rekord Europy w hali, rekord halowych mistrzostw Europy, a także najlepsze osiągnięcia w hali na świecie i w Europie w sezonie 2023 przed rozpoczęciem mistrzostw.
|                                               | Zawodniczka       | Wynik | Miejsce   | Data                  |
| --------------------------------------------- | ----------------- | ----- | --------- | --------------------- |
| Rekord świata                                 | Jennifer Suhr     | 5,03  | Brockport | 30 stycznia 2016(dts) |
| Rekord Europy                                 | Jelena Isinbajewa | 5,01  | Sztokholm | 23 lutego 2012(dts)   |
| Rekord mistrzostw Europy                      | Jelena Isinbajewa | 4,90  | Madryt    | 6 marca 2005(dts)     |
| Najlepszy wynik na świecie w 2023 roku (hala) | Katie Moon        | 4,83  | Liévin    | 15 lutego 2023(dts)   |
| Najlepszy wynik w Europie w 2023 roku (hala)  | Tina Šutej        | 4,82  | Ostrawa   | 2 lutego 2023(dts)    |

## Wyniki

### Kwalifikacje
Awans: 4,65 m (Q) lub osiem najlepszych rezultatów (q).
| Poz. | Zawodniczka          | Reprezentacja | 4,10 | 4,30 | 4,45 | 4,55 | 4,65 | Wynik | Uwagi |
| ---- | -------------------- | ------------- | ---- | ---- | ---- | ---- | ---- | ----- | ----- |
| 1.   | Wilma Murto          | Finlandia     | –    | o    | o    | o    |      | 4,55  | q     |
| 1.   | Tina Šutej           | Słowenia      | –    | –    | o    | o    |      | 4,55  | q     |
| 3.   | Katerina Stefanidi   | Grecja        | –    | –    | xo   | o    |      | 4,55  | q     |
| 4.   | Michaela Meijer      | Szwecja       | xo   | xo   | xxo  | o    |      | 4,55  | q,    |
| 5.   | Margot Chevrier      | Francja       | –    | –    | o    | xxo  |      | 4,55  | q     |
| 6.   | Angelica Moser       | Szwajcaria    | –    | xo   | o    | xxo  |      | 4,55  | q     |
| 7.   | Roberta Bruni        | Włochy        | o    | o    | o    | xx-  |      | 4,45  | q     |
| 7.   | Amálie Švábíková     | Czechy        | –    | –    | o    | xx-  |      | 4,45  | q     |
| 9.   | Elisa Molinarolo     | Włochy        | o    | xo   | o    | xxx  |      | 4,45  |       |
| 10.  | Ninon Chapelle       | Francja       | –    | o    | xo   | xxx  |      | 4,45  | =     |
| 10.  | Elina Lampela        | Finlandia     | o    | o    | xo   | xxx  |      | 4,45  |       |
| 12.  | Lene Retzius         | Norwegia      | xo   | o    | xo   | xxx  |      | 4,45  | PB    |
| 13.  | Caroline Bonde Holm  | Dania         | o    | o    | xxo  | xxx  |      | 4,45  | SB    |
| 14.  | Jana Hładiczuk       | Ukraina       | o    | o    | xxx  |      |      | 4,30  |       |
| 15.  | Nikoleta Kiriakopulu | Grecja        | xo   | o    | xxx  |      |      | 4,30  |       |
| 16.  | Marie-Julie Bonnin   | Francja       | –    | xo   | xxx  |      |      | 4,30  |       |
| 16.  | Anjuli Knäsche       | Niemcy        | o    | xo   | xxx  |      |      | 4,30  |       |
| 18.  | Hanga Klekner        | Węgry         | o    | xxx  |      |      |      | 4,10  |       |
| 19.  | Buse Arıkazan        | Turcja        | xxo  | xxx  |      |      |      | 4,10  |       |

### Finał
| Poz. | Zawodniczka        | Reprezentacja | 4,25 | 4,45 | 4,60 | 4,70 | 4,75 | 4,80 | 4,85 | 4,91 | Wynik | Uwagi |
| ---- | ------------------ | ------------- | ---- | ---- | ---- | ---- | ---- | ---- | ---- | ---- | ----- | ----- |
| 01 ! | Wilma Murto        | Finlandia     | –    | o    | o    | o    | xxo  | o    | x-   | xx   | 4,80  | NR    |
| 02 ! | Tina Šutej         | Słowenia      | –    | o    | xo   | xo   | xo   | x-   | xx   |      | 4,75  |       |
| 03 ! | Amálie Švábíková   | Czechy        | o    | o    | o    | xxo  | xxx  |      |      |      | 4,70  |       |
| 4.   | Katerina Stefanidi | Grecja        | –    | o    | o    | xxx  |      |      |      |      | 4,60  |       |
| 5.   | Margot Chevrier    | Francja       | –    | o    | xo   | xxx  |      |      |      |      | 4,60  |       |
| 6.   | Angelica Moser     | Szwajcaria    | xxo  | o    | xxx  |      |      |      |      |      | 4,45  |       |
| 7.   | Michaela Meijer    | Szwecja       | xxo  | xxo  | xxx  |      |      |      |      |      | 4,45  |       |
| 8.   | Roberta Bruni      | Włochy        | o    | xxx  |      |      |      |      |      |      | 4,25  |       |